# Ambassade d'Algérie au Nigeria
L'ambassade d'Algérie au Nigeria est la représentation diplomatique de l'Algérie au Nigeria, qui se trouve à Abuja, la capitale du pays.